# Shallow Grave (film)
Shallow Grave is een Britse misdaadkomedie uit 1994. De film was het debuut van regisseur Danny Boyle en scenarist John Hodge. De hoofdrollen worden vertolkt door Kerry Fox, Christopher Eccleston en Ewan McGregor.

## Verhaal
Accountant David Stephens, dokter Juliet Miller en journalist Alex Law wonen samen in een appartement in Edinburgh. De drie zijn op zoek naar een nieuwe huisgenoot en interviewen verschillende geïnteresseerden. Voor hun eigen plezier stellen ze de kandidaten vervelende en ongemakkelijke vragen. Uiteindelijk geven ze de kamer aan de mysterieuze Hugo.
Niet veel later ontdekken ze dat Hugo in zijn kamer gestorven is aan een overdosis. De drie huisgenoten merkten bovendien dat hij een koffer vol geld heeft. Ze besluiten zijn dood geheim te houden, het geld te houden en zijn lichaam in een bos te begraven. Om identificatie te vermijden, krijgt David de afgrijselijke taak om de handen en voeten van het lijk te verwijderen. Juliet laat de lichaamsdelen vervolgens verdwijnen in de afvalverwerker van haar ziekenhuis.
Wat het drietal niet weet, is dat Hugo gezocht wordt door twee zeer gewelddadige mannen. Wanneer er in het appartement onder hen wordt ingebroken, beginnen ze schrik te krijgen. Bovendien krijgen ze door de inbraak ook een bezoekje van de politie, die het verdacht vindt dat de drie ontkennen ooit een vierde huisgenoot gehad te hebben. Juliet en Alex geven vervolgens een deel van het geld uit om zich beter te voelen, terwijl David helemaal paranoïde wordt. Hij verbergt de koffer met geld op de zolderkamer, waar hij ook begint te leven. De relatie tussen de drie huisgenoten wordt steeds onrustiger en onaangenamer.
De twee gewelddadige mannen die op zoek zijn naar Hugo breken in het appartement in. Ze overmeesteren Alex en Juliet, die onthullen dat het geld zich op de zolder bevindt. Wanneer de twee mannen de duistere zolder betreden, worden ze door David met een hamer gedood. Vervolgens dumpt hij hun lichamen in het bos. Alex en Juliet vrezen dat David helemaal gek geworden is en David zelf vreest dat de twee tegen hem aan het samenzweren zijn.
Terwijl de politie steeds dichter bij de waarheid lijkt te komen, besluit Juliet om het land uit te vluchten. Ze koopt een vliegticket naar Rio de Janeiro en verleidt David om aan het geld te raken. Wat later worden de lichamen in het bos ontdekt. Alex wordt door zijn krant op pad gestuurd om over de ontdekking te berichten.
Alex vermoedt dat David en Juliet plannen hebben waar hij geen deel van uitmaakt en begint voor zijn leven te vrezen. Hij probeert stiekem politie-inspecteur McCall te bellen, maar zijn poging mislukt. De drie raken verwikkeld in een gevecht op leven en dood. David wordt gedood door Juliet, die vervolgens ook een mes diep in Alex' borst duwt. Ze vlucht naar de luchthaven, waar ze ontdekt dat haar koffer geen geld maar krantenartikels bevat. Zwaar overstuur stapt ze aan boord van het vliegtuig.
De politie arriveert aan hun appartement, waar de hevig bloedende Alex nog blijkt te leven. Vervolgens is te zien hoe Alex al het geld onder de vloerplanken van het appartement verstopt heeft.

## Rolverdeling
| Acteur                | Personage          |
| --------------------- | ------------------ |
| Kerry Fox             | Juliet Miller      |
| Christopher Eccleston | David Stevens      |
| Ewan McGregor         | Alex Law           |
| Ken Stott             | Inspecteur McCall  |
| Keith Allen           | Hugo               |
| Colin McCredie        | Cameron            |
| Peter Mullan          | Andy               |
| Leonard O'Malley      | Tim                |
| Gary Lewis            | Bezoeker           |
| John Hodge            | Detective Mitchell |

## Productie
Shallow Grave was het filmdebuut van regisseur Danny Boyle, scenarist John Hodge en producent Andrew Macdonald. De film was ook de eerste grote rol voor acteur Ewan McGregor. Na Shallow Grave werkte het viertal samen aan de succesvolle boekverfilming Trainspotting (1996).
De opnames voor Shallow Grave duurden 30 dagen. Hoewel de film zich in Edinburgh afspeelt, vonden de opnames hoofdzakelijk plaats in Glasgow omdat The Glasgow Film Fund het project steunde met een subsidie ter waarde van £ 150.000.